# Szabó Dezső (író)

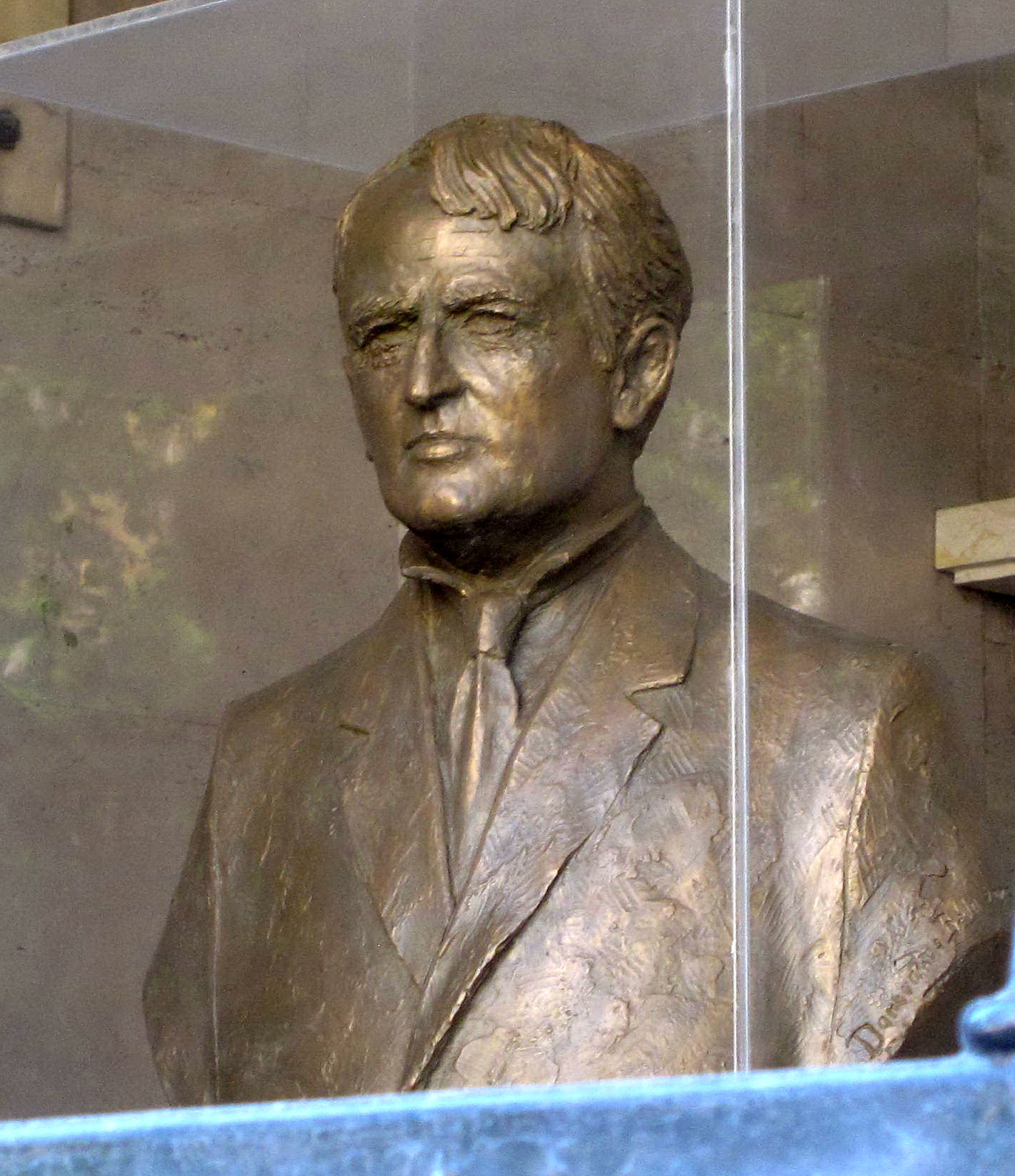
Szabó Dezső szobra

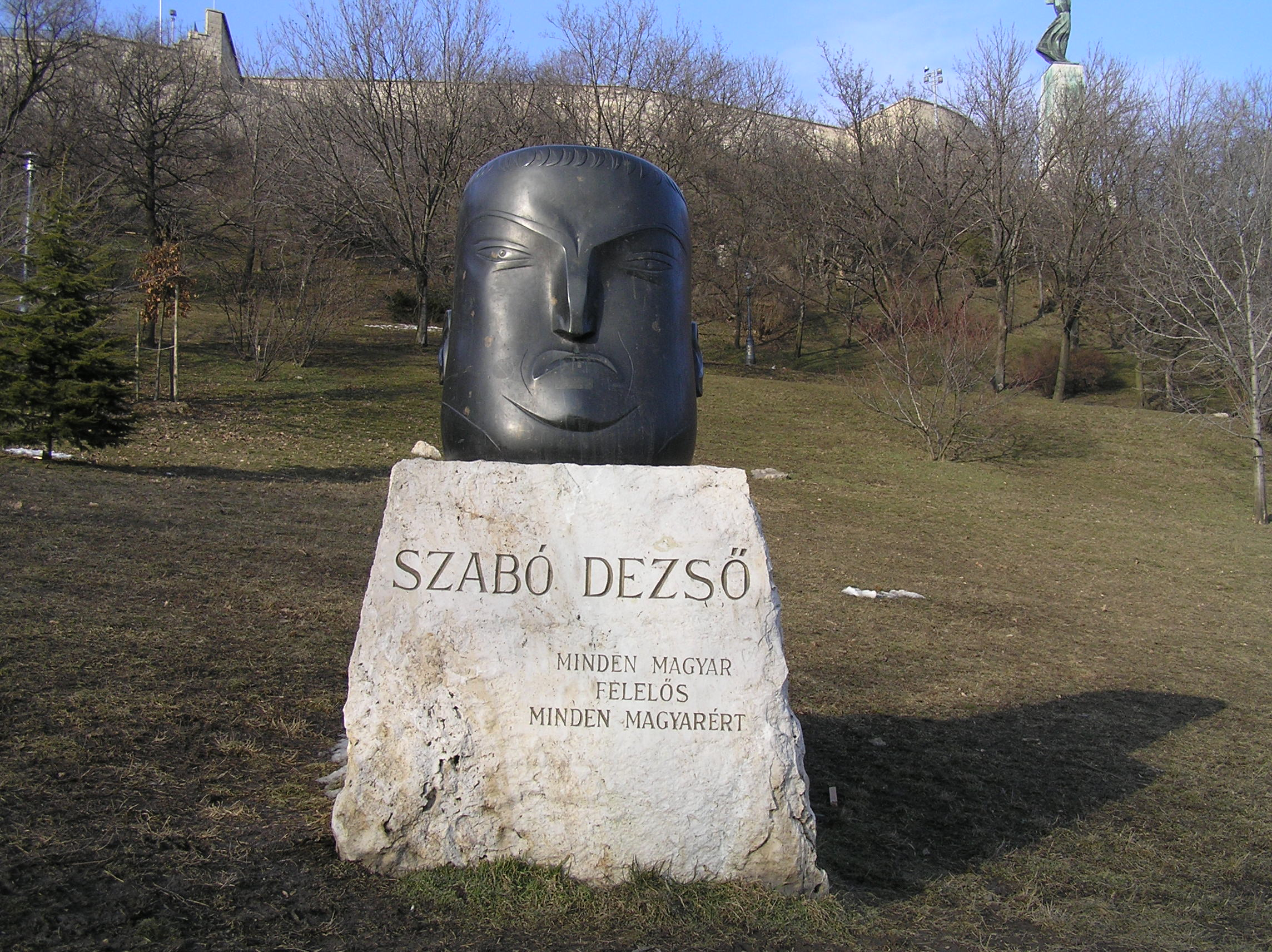
Szabó Dezső fejszobra a róla elnevezett sétányon, Szervátiusz Tibor alkotása, Budapest, a Gellért-hegyi Citadella közelében

Szabó Dezső (Kolozsvár, 1879. június 10. – Budapest, 1945. január 13.) magyar író, kritikus, publicista, főreáliskolai tanár. A két világháború közötti magyar irodalom nagy hatású képviselője, akit 1935-ben Björn Collinder, a finnugor nyelvek professzora az uppsalai egyetemen, irodalmi Nobel-díjra jelölt. Bátyja Szabó Jenő református lelkész, költő.

## Életpályája

### Családja, származása
Kisnemesi tisztviselő család tizedik gyermekeként született. Apja (nagyajtai és bögözi) Szabó József 1833-ban született, s levéltárosként dolgozott a kolozsvári törvényszéknél. Apai nagyapja, szintén Szabó József a Hóstáton volt építő-ácsvállalkozó. Édesanyja nemes Mille Mária, Mille János és Zilahi Kiss Anna leánya, aki a Kolozs megyei Türén született 1843-ban. Apja első unokatestvére volt Szabó Pepi színésznő. Anyai ági nagybátyja volt Zilahi Kiss Béla újságíró.

### Tanulmányai
A kolozsvári református gimnáziumban érettségizett 1899-ben, majd a budapesti egyetemen folytatta tanulmányait magyar–francia szakon. Kiemelkedő tehetsége révén bekerült az Eötvös József Collegiumba, ahol összebarátkozott Kodály Zoltánnal, Horváth Jánossal és Szekfű Gyulával. Egyetemi évei alatt finnugor nyelvészettel foglalkozott.

### Tanárként
1905-ben megszerezte magyar–francia szakos tanári diplomáját, rövid ideig helyettes tanár volt a budapesti II. kerületi főreáliskolában, majd Párizsba került állami ösztöndíjjal, ahol a klasszikus és modern francia irodalmat tanulmányozta. Hazatérése után 1906 szeptemberétől a Budapest-ferencvárosi felső kereskedelmi iskolában, majd 1907 októberétől a székesfehérvári gimnáziumban tanított. Ebben az időszakban heves hangvételű klerikális és antiszemita cikkeket publikált, melynek kritizálóit pedig párbajra hívta. Az ezt kísérő botrány miatt fegyelmivel elbocsátották az intézményből. 1908 áprilisában a nagyváradi állami főreáliskolában helyezkedett el. Ezt követően tanított még Székelyudvarhelyen, Sümegen, 1914 és 1917 között Ungváron, a Magyar Királyi Állami Főreáliskolában, majd Lőcsén, de mindenhonnan botrányos körülmények közepette helyezték tovább. Az 1910-es tanármozgalomban heves vitába keveredett Tisza Istvánnal, ennek révén került a Nyugat, majd a Huszadik Század körébe. Éveken keresztül ezek munkatársa volt, első novellái a Nyugatban jelentek meg.

### Budapesten
1918-ban az őszirózsás forradalom Lőcsén találta, innen települt fel Budapestre irodalmi szabadúszóként. Személyesen élte meg a Magyarországi Tanácsköztársaság és a proletárdiktatúra időszakát. Kezdetben sok íróhoz hasonlóan lelkesen támogatta a Tanácsköztársaságot, majd hamarosan antiszemita felhanggal elhatárolódott tőle, de az állami írói apanázst a kommün bukásáig felvette. Mivel úgy látta, hogy az országban „az elsősorban zsidó hadiszállítók nemzetellenes üzelmei” folynak, emiatt az a véleménye alakult ki fiatalkorában, hogy „Magyarországot a kapitalizmus béklyóba vetette”, és mindezt a szocializmussal együtt a zsidóság tevékenységének tulajdonította. A zsidóság iránti kritikus hozzáállása ugyanakkor nem illeszthető be egyértelműen a kor szélsőjobboldali antiszemita áramlatai közé, s éppenséggel ezekről ugyanolyan elítélően írt, mint magáról a zsidóságról.
1918-ban fejezte be Az elsodort falu című könyvét, amely Erdélyben és Budapesten játszódik, és a kor általa magyarpusztítónak tartott irányzatait ecseteli. A kötet a Tanácsköztársaság idején jelent meg. A könyv óriási érdeklődést keltett, egy csapásra ismertté és híressé tette. A húszas évek elejétől a politikai elittel és a meghatározó kultúrpolitikusokkal látványosan konfrontálódott, a Horthy-rendszert „görénykurzusnak” nevezte. Szabó Dezső úgy vélte, hogy míg a pénzügyek terén a zsidók felülreprezentáltak, addig az államigazgatást, az akadémiai szférát és az irodalmi életet német származásúak (pl. Hóman Bálint, Klebelsberg Kuno, Herczeg Ferenc) uralják, akik Szabó szerint a magyar származásúakat háttérbe szorítják. Az író későbbi esszéiben (Az antijúdaizmus bírálata) arra a következtetésre jutott, hogy a német fenyegetés jóval veszélyesebb és kézzelfoghatóbb a vélt vagy valós zsidó befolyásnál, „hiszen a zsidóság mögött mégsem áll egy százmilliós nép borzalmas fegyveres ereje és borzalmasabb faji sovinizmusa.”
Az antiszemitizmuson és a németellenességen túl Szabó Dezső harcos ellensége volt a katolicizmusnak is. 1920–21-ben a Virradat című jobboldali lapban publikált, majd 1921-től a Nép című lap munkatársa volt. 1923-ban az Auróra felelős szerkesztője lett, majd Bajcsy-Zsilinszky Endrével lapot szerkesztett Előörs címmel, a lapban „fajvédő” hangnemben írtak. Bár Bajcsy-Zsilinszky Szabóhoz hasonlóan a németeket tartotta a magyarságra nézve a legnagyobb veszélynek, együttműködésük megszakadt.
1935-ben Björn Collinder, az Uppsalai Egyetem finn-ugor nyelvprofesszora javaslatára Szabót irodalmi Nobel-díjra jelölték, de abban az évben végül nem adták át az elismerést.
A harmincas években eleinte támogatta Gömbös Gyula Nemzeti Munkatervét, majd elfordult attól, és egyre többet kritizálta a Horthy-korszak hivatalos politikáját. 1932-ben írta a Feltámadás Makucskán, 1934-ben A kötél legendája című művét. A véleménye szerint nyilvánvalóan nemzetellenes nemzetközi szocializmust és kommunizmust világosan elutasította. Politikailag inkább Mussolini fasizmusával szimpatizált, mint Hitler nemzetiszocializmusával, sőt elítélte a német megszállást és a nyilasuralom terrorját. Szabó Dezső a német terjeszkedéssel szemben a kelet-európai kis nemzetek összefogását hangsúlyozta.

### Halála
1945-ben, hatvanöt éves korában hunyt el Budapesten, Rákóczi téri lakása óvóhelyén január 13-án 16 óra 40 perckor. Éhségtől is legyengült szervezetét könnyen ragadta magával a halál, amit valószínűleg tüdőgyulladás okozott.
Holttestét előbb a háza udvarára vitték, majd később a még tartó bombázások miatt a liftaknában helyezték el. Urbán János kocsmáros adott koporsó gyanánt egy szekrényt. Január 18-án az orosz katonai parancsnok arról rendelkezett, hogy a szekrényből ácsolt koporsót a Rákóczi térre vigyék, a szökőkút mellé. A deszkalécekre valaki ezt írta: „Szabó Dezső, Az elsodort falu írója”. Barátai temették el a téren január 23-án, a sírgödröt csákányokkal ásták meg. Nagy Gyula református lelkész tartotta a gyászszertartást. Négy évvel később, 1949. május 17-én exhumálták, majd 18-án szerda reggel helyezték örök nyugalomra minden szertartás és búcsúztatás nélkül, a Kerepesi temető 24. parcellájának 1. sorában, a 16. sírhelybe. Eredetileg 1949. május 19-én 15 órakor vettek volna tőle végső búcsút, de ezt az időpontot felsőbb utasításra megváltoztatták. Ebben az időpontban megjelent Andrássy Kurta János szobrászművész, Szentiványi Kálmán író, dr. Zsigmond Gyula a Nemzeti Parasztpárt megbízásából, valamint mezei virágból font koszorút vitt magával Veres Péter, melynek felirata a következő volt: „Szabó Dezsőnek, a magyar írók.”
Lírai hangvételű szépírói munkája, Életeim című önéletírása befejezetlenül maradt.

## Értékelése
Művelt, tájékozott volt, több európai nyelvet beszélt. Hamar kitűnt tanulmányaival, közéleti írásaival, mint író, nyelvi erejével. A 20. századi magyar írói nyelv nagy hatású megújítója. Expresszív stílusa, képalkotó képessége, mondanivalójának tömörítése plasztikussá és mozgalmassá teszik írásait. Alkotásaiban a kor valamennyi divatos szellemi áramlata otthagyja lenyomatát, a pozitivizmustól a szellemtörténeten át az irracionális filozófiákig. A magyar irodalmi hagyományok közül leginkább a romantikában gyökerezik, majd Ady Endre, Móricz Zsigmond nyomán a magyarságot méltatja szellemtörténeti értelemben. Nem vált hívévé a nemzeti fajelméletnek és a rasszizmusnak.
Ki nem mondott, de valóságos vágya a polgárosodás. Szabadon gondolkodó polgárként szeretett volna élni a 20. századi Magyarországon. A századelő rövid időszakától eltekintve Magyarországon ez nem volt lehetséges, leginkább ebből származik az 1930-as évek közepétől való szellemi magára maradottsága és elszigetelődése. Ugyanez az oka 1945-től 1990-ig való viszonylagos háttérbe szorítottságának az irodalomtanításban és az irodalmi propagandában.
Balla László ungvári költő, író így emlékezett Szabó Dezsőre: „Roppant szigorú oktató volt, megvetette a lustákat, hanyagokat, kötelességmulasztókat, és ennek gyakran hangot is adott. Különben nem volt az emberi jóság mintaképe: szerette kigúnyolni a gyenge diákokat, ha kellett, irgalom nélkül büntetett, és erre igen változatos módokat eszelt ki. A Kálvárián lakott, a sírkerttel közvetlenül szomszédos utolsó házban, és azoknak, akik nem készültek el az órára, pontosan éjfélkor kellett megjelenniük az ablaka előtt, bekopogni, és ott felmondani a leckét. Ne feledjük: meglehetősen babonás idők voltak még. Temető, éjfélkor, kísértetjáráskor...! Nem egy nebulónak vacogott ilyenkor a foga, és többet aligha kockáztatta meg, hogy ilyen sorsra jusson. Ezzel szemben rengeteget lehetett tanulni tőle. A diákokat lenyűgözte hatalmas tudásával, azzal, hogy szinte egy színész átélésével tudta élővé varázsolni a tananyagot és azzal, hogy a kisujjában volt az egész világirodalom."
Bán Zoltán András szerint: „A sértődöttség Herkulese volt, a különvélemény Toldija: antiszemita, aki utálta az antiszemitákat; fajvédő, aki vitriollal higított epével támadta Németh Lászlót és általában is a mélymagyarokat; náciellenes, németellenes, Horthy-ellenes, Bethlen-ellenes, nyilasellenes, kommunistagyűlölő, ugyanakkor plebejus szellemű, aki a keresztény-nemzeti kurzust csak »görénykurzusként« emlegette. Antimodern prózaíró, viszont stiláris expresszionista. Szabó Dezsőre minden és mindennek az ellenkezője is igaz.”
„Szertelen művészalkat volt, amelyet már eleve terhelt a nagyzási hóbort. Mindig feltűnést akart kelteni, mindig középpontba akart állni, mindig botrányok közepette érezte jól magát. Ehhez azonban olyan nyelvi gazdagság és nyelvi lelemény birtokában volt, hogy ha képes fegyelmezni magát, irodalmunk legnagyobb elbeszélő művészei közé emelkedhetett volna.” – írta róla Hegedüs Géza.

## Művei

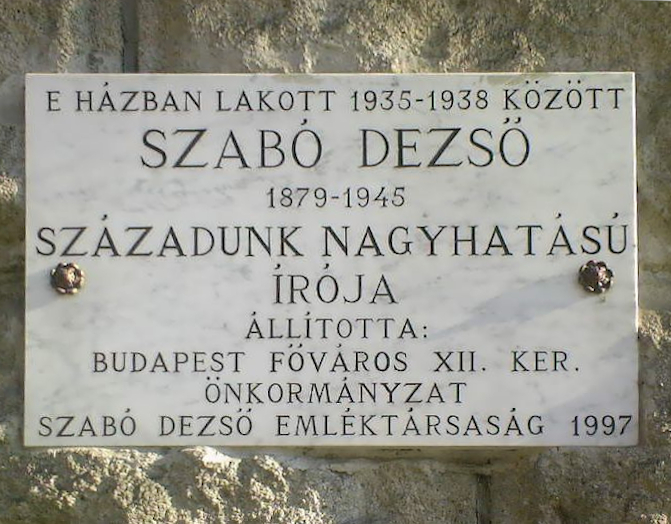
Emléktáblája: XII. kerület, Városmajor utca 19/b

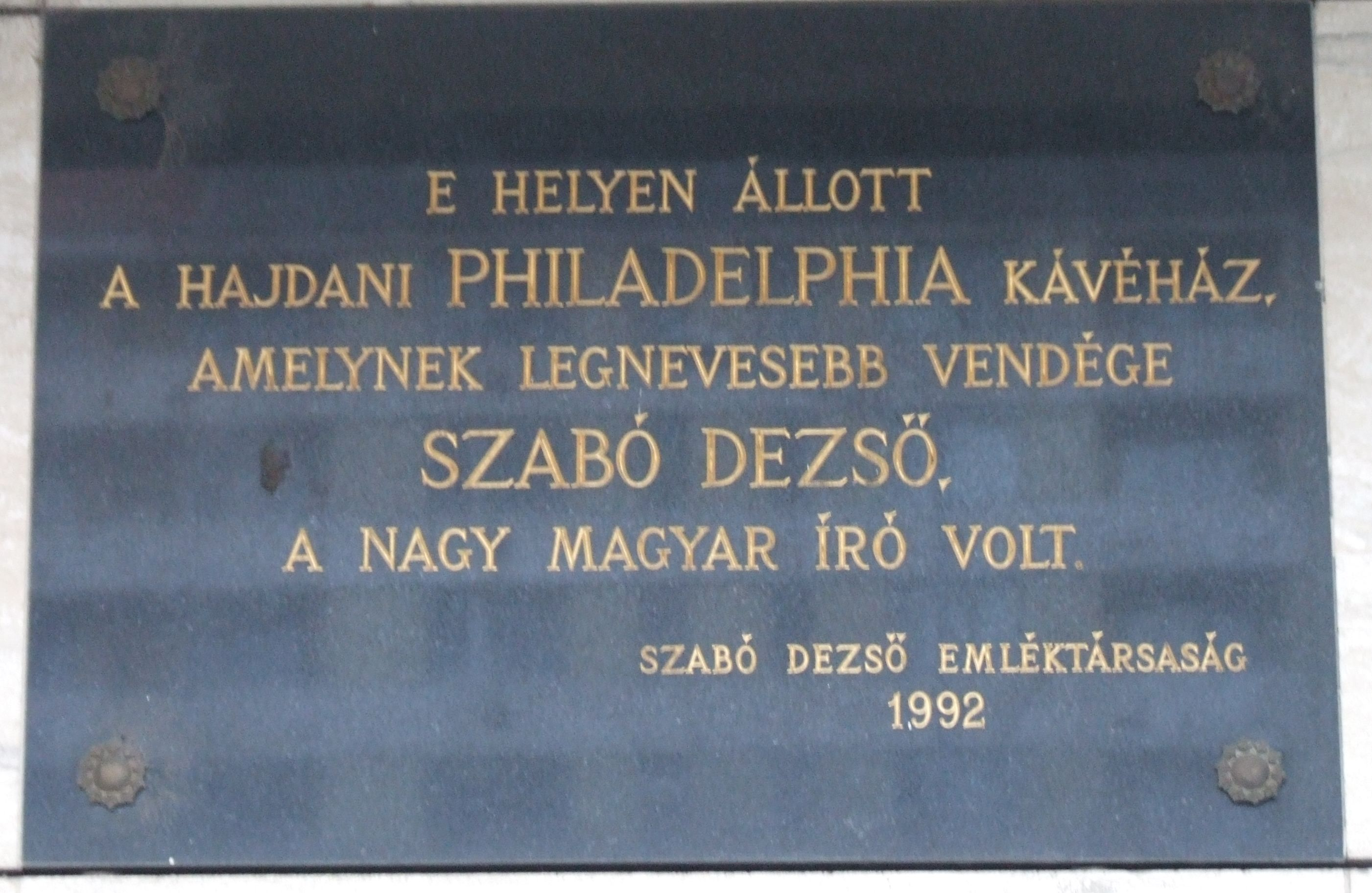
Emléktáblája: I. kerület Alagút utca 3.

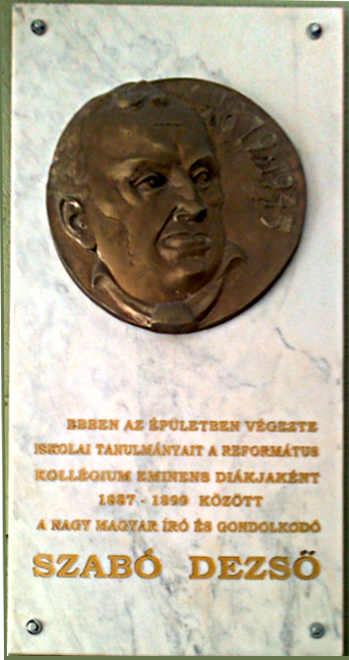
Emléktábla egykori iskolájában, a kolozsvári református gimnáziumban

### 1919-ig
- Varga Ignác–Szabó Dezső–Kertész Manó: Nyelvjárási tanulmányok I.; Athenaeum, Bp., 1903 (Nyelvészeti füzetek)
- A vogul szóképzés; szerzői, Bp., 1904
- B. Eötvös József életmunkája; Politzer, Bp., 1913 (A Huszadik Század könyvtára)
- Nincs menekvés (regény, Ungvár, 1917)
- Napló és elbeszélések (Gyoma, 1918)
- A forradalmas Ady; Korvin Ny., Bp., 1919 (Táltos könyvtár. Időszerű emberek)
- Az elsodort falu. Regény két kötetben, 1–2.; Táltos, Bp., 1919
- Mesék a kacagó emberről és három elbeszélés; Táltos, Bp., 1919

### 1920–1944
- Egyenes úton. Tanulmányok; Táltos, Bp., 1920
- Tanulmányok és jegyzetek (Budapest, 1920)
- Csodálatos élet (regény, Budapest, 1921)
- Magyar történelem; Attila Ny., Bp., 1922 (A Falu Országos Szövetség kiadványa)
- Ölj! és egyéb elbeszélések; Táltos, Bp., 1922
- Panasz. Újabb tanulmányok; Ferrum, Bp., 1923
- Jaj. Elbeszélések; Stádium, Bp., 1924
- Segítség! (regény, Budapest, 1925)
- Tenger és temető (elbeszélés, Budapest, 1925)
- Összegyűjtött munkái (I – XVI. Budapest, 1926)
- Csodálatos élet. Regény, 1–2.; Genius, Bp., 1926
- A magyar protestántizmus problémái; Genius, Bp., 1926
- Tanulmányok és jegyzetek; Genius, Bp., 1927 (Szabó Dezső művei)
- Egyenes úton; Genius, Bp., 1927 (Szabó Dezső művei)
- Kritikai füzetek, 1–2.; Boór, Bp., 1929
- Az értékelmélet vagy Axiológia főbb problémái; Főiskolai Ny., Pápa, 1929
- Megered az eső. Regénytöredék; Bartha Miklós Társaság, Bp., 1931
- Feltámadás Makucskán; bev. Csanády György; Saturnus, Bp., 1932 (Saturnus könyvek)
- Karácsony Kolozsvárt. Regény. Egyszerű kis koldustörténet; Káldor, Bp., 1933
- A magyar irodalom sajátos arca. Korunk nőproblémája. Az ellenforradalom természetrajza; Ludas Mátyás, Bp., 1934 (Szabó Dezső füzetek)
- Mosolygok. Elbeszélések. Első sorozat; Ludas Mátyás, Bp., 1934 (Szabó Dezső füzetek)
- Karácsonyi levél; Ludas Mátyás, Bp., 1934 (Szabó Dezső füzetek)
- A kötél legendája; Ludas Mátyás, Bp., 1934 (Szabó Dezső füzetek)
- Csodálatos élet; Révai, Bp., 1935
- Mussolini; Ludas Mátyás, Bp., 1935 (Szabó Dezső füzetek)
- Március mérlegen: a Gömbös kormány és az „Új Korszak”; Ludas Mátyás, Bp., 1935 (Szabó Dezső füzetek)
- Treuga Dei: A nemzeti egység fogalma, határai, feltételei; Ludas Mátyás, Bp., 1935 (Szabó Dezső füzetek)
- Magyarország helye Európában: Keleteurópa; Ludas Mátyás, Bp., 1935 (Szabó Dezső füzetek)
- Nyílt levél Hóman Bálinthoz; Ludas Mátyás, Bp., 1935 (Szabó Dezső füzetek)
- Életeim: születésem, halálaim, feltámadásaim; Ludas Mátyás, Bp., 1935 (Szabó Dezső füzetek)
- A húszévesekhez; Ludas Mátyás, Bp., 1935 (Szabó Dezső füzetek)
- Kárhozott nemzedékek; Ludas Mátyás, Bp., 1935 (Szabó Dezső füzetek)
- Toborzó; Ludas Mátyás, Bp., 1936 (Szabó Dezső füzetek)
- Hitvallásaink általános értékelése; Főiskolai Ny., Pápa, 1936 (A Pápai Református Theológiai Akadémia kiadványai)
- A mai magyar politikai horizont; Ludas Mátyás, Bp., 1936 (Szabó Dezső füzetek)
- Válasz egy katolikus fiatal lánynak; Ludas Mátyás, Bp., 1936 (Szabó Dezső füzetek)
- A magyar paraszt és a magyar kultúra; Ludas Mátyás, Bp., 1936 (Szabó Dezső füzetek)
- Mit izent Kossuth Lajos?; Ludas Mátyás, Bp., 1936 (Szabó Dezső füzetek)
- A választójog reformja; Ludas Mátyás, Bp., 1936 (Szabó Dezső füzetek)
- Az Olympiász tanulságai; Ludas Mátyás, Bp., 1936 (Szabó Dezső füzetek)
- Az új kereszteshadjárat; Ludas Mátyás, Bp., 1936 (Szabó Dezső füzetek)
- Patkó István halála; Ludas Mátyás, Bp., 1936 (Szabó Dezső füzetek)
- Azért mert egy két zsidót utálok? (rövid publicisztikák gyűjteménye, Budapest, 1937)
- A képzőművészeti nevelés problémái és a magyar művészet; Ludas Mátyás, Bp., 1937 (Szabó Dezső újabb művei)
- Ede megevé ebédem! Milyen Szekfű nyílt Schnittenhelm Ede sírján?; Ludas Mátyás, Bp., 1937 (Szabó Dezső újabb művei)
- Halleluja!; Ludas Mátyás, Bp., 1937 (Szabó Dezső újabb művei)
- Juhász Gyula; Ludas Mátyás, Bp., 1937 (Szabó Dezső újabb művei)
- Virrasztó Koppány; Ludas Mátyás, Bp., 1937 (Szabó Dezső füzetek)
- A szellemi együttműködés célja, tartalma, határai; Ludas Mátyás, Bp., 1937 (Szabó Dezső füzetek)
- A magyar trón problémája és Ausztria; Ludas Mátyás, Bp., 1937 (Szabó Dezső füzetek)
- A magyar néphadseregről; Ludas Mátyás, Bp., 1937 (Szabó Dezső füzetek)
- A jóhiszemű kaoszhoz; Ludas Mátyás, Bp., 1937 (Szabó Dezső újabb művei)
- A magyar Miniszterelnökhöz; Ludas Mátyás, Bp., 1938 (Szabó Dezső újabb művei)
- Achim András; Ludas Mátyás, Bp., 1938 (Szabó Dezső újabb művei)
- Nemzeti állam – politikai nemzet; Ludas Mátyás, Bp., 1938 (Szabó Dezső újabb művei)
- A holnap nácionalizmusa; Ludas Mátyás, Bp., 1938 (Szabó Dezső újabb művei)
- Az antijudaizmus bírálata; Ludas Mátyás, Bp., 1938 (Szabó Dezső újabb művei)
- A végzet ellen 2. Hungárizmus és halál; Ludas Mátyás, Bp., 1938 (Szabó Dezső újabb művei)
- Tántorgó lelkek; Ludas Mátyás, Bp., 1938 (Szabó Dezső újabb művei)
- Erdély alkalmából; Ludas Mátyás, Bp., 1939 (Szabó Dezső újabb művei)
- Az egész látóhatár. Tanulmányok, 1–3.; Magyar Élet, Bp., 1939
- A magyar református öntudat mozgósítása V.; Ludas Mátyás, Bp., 1939 (Szabó Dezső újabb művei)
- A magyar jövő alapproblémái 1.; Ludas Mátyás, Bp., 1939 (Szabó Dezső újabb művei)
- Az olvasóhoz; Ludas Mátyás, Bp., 1939 (Szabó Dezső újabb művei)
- A magyar jövő alapproblémái. 2.; Ludas Mátyás, Bp., 1939 (Szabó Dezső újabb művei)
- Ainohoz; Ludas Mátyás, Bp., 1939 (Szabó Dezső újabb művei)
- Számadó; Ludas Mátyás, Bp., 1939 (Szabó Dezső újabb művei)
- Szavak a karácsonyfa alól; Ludas Mátyás, Bp., 1940 (Szabó Dezső újabb művei)
- Lombik és falanszter; Ludas Mátyás, Bp., 1940 (Szabó Dezső újabb művei)
- A bánya mélye felé; Ludas Mátyás, Bp., 1940 (Szabó Dezső újabb művei)
- Bölcsők Makucskán; Ludas Mátyás, Bp., 1941 (Szabó Dezső újabb művei)
- Az őrült kunyhó; Ludas Mátyás, Bp., 1941 (Szabó Dezső újabb művei)
- Elkergetett istenek III.; Ludas Mátyás, Bp., 1941
- Az író és a haszon; Ludas Mátyás, Bp., 1941 (Szabó Dezső újabb művei)
- A magyar a viharban; Ludas Mátyás, Bp., 1941 (Szabó Dezső újabb művei)
- Teleki Pál; Ludas Mátyás, Bp., 1941 (Szabó Dezső újabb művei)
- A kolozsvári Nemzeti Színház; Ludas Mátyás, Bp., 1941 (Szabó Dezső újabb művei)
- A parasztprobléma és az irodalom; Ludas Mátyás, Bp., 1941 (Szabó Dezső újabb művei)
- Kodolányi-eset; Ludas Mátyás, Bp., 1941 (Szabó Dezső újabb művei)
- Széchenyi évfordulója; Ludas Mátyás, Bp., 1941 (Szabó Dezső újabb művei)
- Az elfelejtett arc; Exodus, Bp., 1941
- A magyar társadalom megszervezése; Ludas Mátyás, Bp., 1941 (Szabó Dezső újabb művei)
- A Mélymagyarhoz; Ludas Mátyás, Bp., 1942 (Szabó Dezső újabb művei)
- Levél Etelkának; Ludas Mátyás, Bp., 1942 (Szabó Dezső újabb művei)
- Az Egyke; Ludas Mátyás, Bp., 1942 (Szabó Dezső újabb művei)
- A Gellérthegyen; Ludas Mátyás, Bp., 1942 (Szabó Dezső újabb művei)
- Kor vagy kór? A magyar író védelmében; Ludas Mátyás, Bp., 1942 (Szabó Dezső újabb művei)
- Levelek Kolozsvárra és két elbeszélés; Keresztes, Bp., 1943 (Film Színház Irodalom könyvtára)
- A bölcsőtől Budapestig. Életeim, születéseim, halálaim, feltámadásaim; Pantheon, Bp., 1944

### 1945–1989
- Feltámadás Makucskán. Politikai szatíra; színpadra alkalmazta Csorba Győző; Szabadság Ny., Pécs, 1945
- Ének a révben; tan. Tolnai Gábor; Körmendy, Bp., 1947 (Körmendy miniatür könyvtára)
- Életeim. Önéletrajz, 1–2.; szerk., bev., jegyz. Nagy Péter; Szépirodalmi, Bp., 1965
- A tarisznya; Szabó Dezső Társaság, Washington, 1971
- Az egész látóhatár. Tanulmányok, 1–3.; bev. Gombos Gyula; Kaláka, Lyndhurst, 1975-1977 (Szabó Dezső összegyűjtött munkái)
- Szabó Dezső és a magyar miniszterelnökök; szerk., bev. Gombos Gyula; Occidental Press, Washington, 1975
- A kötél legendája; vál., bev. Nagy Péter; Szépirodalmi, Bp., 1979
- Életeim. Születéseim, halálaim, feltámadásaim, 1–2.; bev. Molnár Gusztáv, utószó Budai Balogh Sándor; Kriterion, Bukarest, 1982 (Magyar klasszikusok)
- Ady; előszó, jegyz. Szigethy Gábor; Magvető, Bp., 1982 (Gondolkodó magyarok)

### 1990 után
- A magyar káosz. Pamfletek; vál., szerk., sajtó alá rend., előszó Nagy Péter; Szépirodalmi, Bp., 1990
- Az egész látóhatár. Politikai és irodalmi tanulmányok, levelek, vitairatok, 1–2.; Püski, Bp., 1991
- A végzet ellen. A magyar kisebbségi többség sorsa a többségi kisebbségek közt; szerk., szöveggond. Szőcs Zoltán, Vasvári Erika; Magyar Fórum, Bp., 1993 (Magyar Fórum könyvek)
- Két faj harca; szerk. Szőcs Zoltán; Szabó Dezső Emléktársaság, Bp., 1996
- Elkergetett istenek. Három tanulmány; előszó Szíj Rezső; Szenci Molnár Társaság, Bp., 1996 (Új kincsestár)
- Megered az eső. Regény; tan. Bodnár György, Szörényi László; Pesti Szalon, Bp., 1996
- Azért mert én egy-két zsidót utálok?; szerk. Szőcs Zoltán; Szabó Dezső Emléktársaság, Bp., 1997
- Csodálatos élet és más regények; Püski, Bp., 1997
- Az ő életük az én morálom. Szabó Dezső breviárium; szerk. Vasvári Erika, előszó Csurka István; Szabó Dezső Emléktársaság, Bp., 1998
- Szabó Dezső vezércikkei a Virradatban; összeáll. Szőcs Zoltán; Szabó Dezső Emléktársaság, Bp., 1999
- Napló és elbeszélések, 1–2.; Püski, Bp., 2002
- Új magyar ideológia felé; szöveggond. Vasvári Erika; Szabó Dezső Emléktársaság, Bp., 2002
- Egyenes úton. Tanulmányok és jegyzetek, 1–2.; Püski, Bp., 2003
- Tanulmányok, esszék; vál., szöveggond., jegyz. Gróh Gáspár; Kortárs, Bp., 2007 (Magyar remekírók)
- Szabó Dezső válogatott esszéi; vál. Bíró Zoltán; Magyar Napló, Bp., 2009 (A magyar irodalom zsebkönyvtára)
- Miért? Regény és kisregények; vál., szerk. Hunyadi Csaba Zsolt; Lazi, Szeged, 2013
- A hazára talált próféta. Elbeszélések; vál., szerk. Hunyadi Csaba Zsolt; Lazi Szeged, 2014
- Éjszaka Erdélyben. Elbeszélések; vál., szerk. Hunyadi Csaba Zsolt; Lazi, Szeged, 2014
- Tollam eke és kard volt... Szabó Dezső füveskönyve; vál., szerk. Hunyadi Csaba Zsolt; Lazi, Szeged, 2016

## Emlékezete
- Szabó Dezső Emléktársaság (1988)

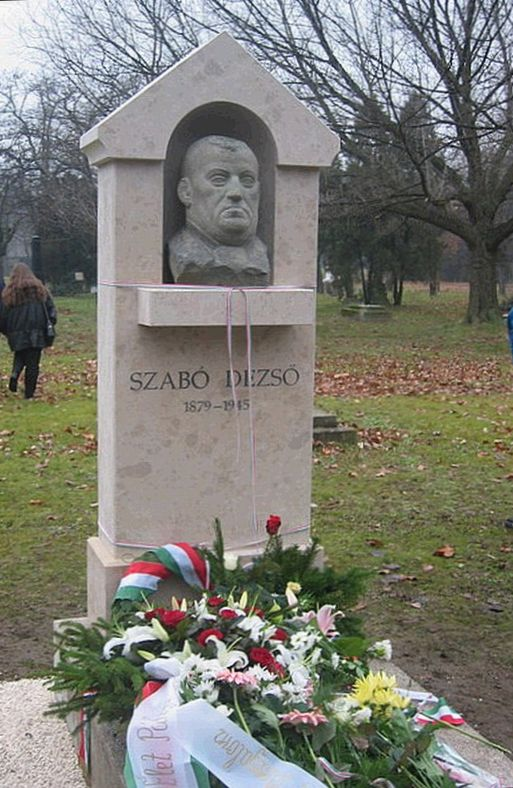
Szabó Dezső sírja Budapesten. Kerepesi temető: 24-1-16.

- Petri Lajos bronz portrészobra (1934)
- Emléktábla 1935–1938-ig való lakóházán, Városmajor utca 19/b (1997)
- A szócikkben látható köztéri portrészobor Budán, Szervátiusz Tibor alkotása, a Szabó Dezső sétányon (2007)